# Огюст Вилие дьо л'Ил-Адам
Огюст Вилие дьо л'Ил-Адам (на френски: Auguste Villiers de l'Isle-Adam; 1838 – 1889) е френски писател.

## Биография и творчество
Роден е в Бретан на 7 ноември 1838 г.
През 1862 г. става за присмех, когато предвид неговото благородническо потекло проявява претенции към свободната гръцка царска титла.
През 1882 г. прави опит да бъде избран в общинския съвет с предизборни обещания за събаряне на Голямата опера и на Пантеона.
Едва след 1883 г. започва да живее от писателска дейност след скромния успех на неговите разкази на ужасите.
С фантастичните си романи и новели е смятан за основател на френския символизъм. Романът му „L'Ève future“ е сред първите фантастични творби и едновременно сатира за науката.
Умира в Париж на 19 август 1889 г.